# Колянковский, Эдуард Аркадьевич
Эдуард Аркадьевич Колянковский (13 октября 1857 — 1927) — российский военный деятель. Генерал-лейтенант Российской императорской армии (1914). Участник русско-турецкой, русско-японской и Первой мировой войн. Обладатель Георгиевского оружия (1914).

## Биография
Эдуард Колянковский родился 13 октября 1857 года. По вероисповеданию был католиком. Окончил 1-й Московский кадетский корпус, после чего, 3 августа 1874 года, поступил на службу в Российскую императорскую армию. Военное образование получил в 3-м военном Александровском и Николаевском инженерном училищах. После окончания училищ был распределён служить в  3-й резервный сапёрный батальон в чине подпоручика со старшинством с 22 мая 1877.
Принимал участие в русско-турецкой войне 1887—1878 годов. В чин подпоручика гвардии был произведён со старшинством с 15 ноября 1878 года, в чин поручика — со старшинством с 20 апреля 1880 года. Затем окончил Николаевскую военно-техническую академию по 1-му разряду. В штабс-капитаны был произведён со старшинством с 20 сентября 1882 года, в капитаны — со старшинством с 30 сентября 1884. В течение одного года и трёх месяцев был командиром роты. С 31 декабря 1892 года по 20 августа 1896 года занимал должность производителя работ в Шлиссельбурге. 28 марта 1893 года получил старшинством в чине подполковника. С 28 августа 1896 года по 3 февраля 1905 года был штаб-офицером для особых поручений Петербургского окружного инженерного управления. В полковники был произведён со старшинством с 13 апреля 1897 года. В 1905 году «за отличие» был произведён в генерал-майоры со старшинством с 3 февраля 1915 года.
Принимал участие в русско-японской войне1904—1905 годов. В июне — августе 1905 года находился на должности временно командующим пехотной бригадой, с 3 февраля 1905 года по 25 июля 1906 года был помощником инспектора инженеров 3-й Манчжурской армии, затем до 6 февраля 1914 года командовал 1-й бригадой 17-й пехотной дивизии. 6 февраля 1914 года «за отличие» получил старшинство с присвоением чина генерал-лейтенанта, с того же дня находился на должности начальника 30-й пехотной дивизии
Принимал участие в Первой мировой войне, в августе — сентябре 1914 года участвовал в Восточно-Прусской операции. 29 августа 1914 года после боя была потерна связь с 119-м Коломенский пехотным полком, в течение недели это не сообщать командующему 1-й армией генералу от кавалерии Павлу Ренненкампфу. За это, 7 сентября,  Ренненкампф отстранил от должности Колянковского. Высочайшим приказом от 3 октября 1914 года Эдуард Аркадьевич был отчислен от должности и назначен в резерв чинов Минского военного округа, при котором состоял до 21 декабря того же года. С 21 декабря 1914 по 5 июля 1915 года занимал должность начальника 8-й пехотной дивизии, затем до 19 ноября 1915 года был начальником 3-й Кавказской стрелковой бригады. С 19 ноября 1915 года по 1 января 1916 года состоял в резерве чинов при штабе Двинского военного округа. С 1 января 1916 года по 18 апреля 1917 года находился на должности начальника 120-й пехотной дивизии. С 18 апреля по 29 июня 1917 года вновь состоял в резерве чинов при штабе Двинского военного округа, а 29 июня был уволен со службы по состоянию здоровья.

## Награды
Эдуард Алексеевич Коляновский был пожалован следующими наградами:
- Георгиевское оружие (Высочайший приказ от 10 ноября 1914)
— «за то, что в бою 7-го Августа 1914 года под Гольдапом не только удерживал занятую им позицию, отражая упорные атаки неприятеля, но на другой день перешел в наступление и своими действиями способствовал блестящему исходу дня»;
- Орден Святого Владимира 2-й степени с мечами (Высочайший приказ от 29 апреля 1915);
- Орден Святого Владимира 3-й степени (1901);
- Орден Белого орла с мечами (Высочайший приказ от 4 июня 1915);
- Орден Святой Анны 1-й степени (1910);
- Орден Святой Анны 3-й степени с мечами и бантом (1887);
- Орден Святого Станислава 1-й степени (1906);
- Орден Святого Станислава 2-й степени с мечами (1877);
- Орден Святого Станислава 3-й степени с мечами и бантом (1877).